# Posidonia oceanica
A Posidonia oceanica é uma espécie de angiosperma marinha endêmica do Mar Mediterrâneo. Forma grandes tapetes em zonas pouco profundas do mar, e é considerada de grande importância para a conservação ambiental da região. O fruto é livre e flutuante, conhecido na Itália como “azeitona-do-mar” (l’oliva di mare). Bolas de material fibroso da folhagem e raízes da planta, conhecidas em italiano como egagropili, são usados para limpezas gerais.

## Morfologia
P. oceânica possui raízes que servem principalmente para ancorar a planta ao substrato, rizoma e folhas em foto de fita.
Os rizomas, com até 1 cm de espessura, crescem tanto horizontalmente (rizomas plagiotrópicos) quanto verticalmente (rizomas ortotrópicos). As primeiras, graças á presença na parte inferior de raízes lignificadas de até 15 cm de comprimento, ancoram a planta ao substrato. Estas últimas, que aumentam a altura, tem a função de combater o lixamento devido à sedimentação contínua.
Os dois tipos de crescimento dão origem á chamada “mata”, uma formação em terraço constituída por uma rede de estratos de rizoma, raízes e sedimentos presos. Dessa forma, a possidônia coloniza um ambiente onde as algas dificilmente poderiam ocupar devido à falta de raízes.
As folhas surgem dos rizomas ortótropicos, são onduladas e de cor verde brilhante que vão ficando castanhas com o passar do tempo. Elas podem atingir um comprimento de até aproximadamente 1,5 metros de altura. Em média,, tem 1 cm de largura e 13 a 17 costelas paralelas. Os ápices são arredondados e muitas vezes perdidos pela ação das ondas e correntes.
Estão organizados em grupos de 6 ou 7 folhas, sendo a mais velha do lado de fora e a mais nova do lado de dentro. As folhas são divididas e, três categorias:
• Folhas adultas, que possuem lâmina com função fotossintética e base separada da borda da folha por uma estrutura côncava denominada ‘ígula”;
• Folhas intermediarias, que não tem base;
• Folhas jovens, normalmente com menos de 50 mm de comprimento
No outono, a planta perde as folhas adultas mais externas, que ficam marrons e são fotossinteticamente inativas. Durante o inverno, novas folhas são produzidas.

### Reprodução
P. oceânica se reproduz sexualmente e assexuadamente (por estolões)
A reprodução sexual ocorre por meio da produção de flores e frutos. As flores são hermafroditas e estão agrupadas em inflorescências espigadas, de cor verde e contidas estre brácteas florais. O pedúnculo se junta ao rizoma no centro do cacho. O gineceu é formado por um ovário unilocular que continua estilizado e termina em estigma. O androceu consiste em três estames com anteras curtas. A floração depende de fatores ambientais (luz e temperatura) e de fatores endógenos (idade e tamanho da planta) e ocorre em setembro e outubro nos campos mais próximos da superfície do mar, enquanto nos mais profundos é adiado dois meses. O pólen dentro das anteras tem forma esférica, mas torna-se filamentoso assim que é liberado na água.
Não há mecanismos de reconhecimento entre o pólen e o estigma que impeçam a autofecundação. Folhas de p. oceanica
A polinização é hidrofílica e pode dar origem à formação de frutos, embora alguns deles não atinjam a maturidade, o que ocorre após seis meses. Depois de maduros, os frutos se separam e flutuam para a superfície.
O fruto, ligeiramente carnudo e em alguns locais denominado “azeitona do mar” assemelha-se a uma drupa e possui um pericarpo poroso rico numa substancia oleosa que permite a flutuação. Ao apodrecer, libera uma semente que cai no fundo e, se encontrar as condições adequadas de profundidade, estabilidade e tipo de sedimento, germina e dá origem a uma nova planta.
Para que ele se fixe, ele precisa encontrar um substrato umidificado. A humidificação consiste na degradação de restos vegetais, de forma que a planta possa ser implantada em “solos” previamente colonizados por outras plantas, como macroalgas ou outros fanerógamas. Gerando assim, uma verdadeira sucessão ecológica na qual posidônia representa o último estagio.
A germinação começa com a liberação de uma pequena raiz branca do polo radical e uma pequena folha do polo apical. Com a reprodução sexuada, a planta coloniza novas áreas, espalha os campos em outras áreas e garante a variabilidade genética. Com a reprodução assexuada (por estalões que permitem a expansão dos prados) é feita por rizomas plagiotrópicos, que crescem cerca de 7 cm por ano e colonizam novos espaços. O alto acúmulo de sedimentos e a redução do espaço disponível para o crescimento horizontal estimula o crescimento vertical dos rizomas, formando assim os tufos.

#### Evolução
Como todas as ervas marinhas, P. oceânica evoluiu de angiospermas que viviam na zona entre marés, na fronteira entre a terra e o mar e, portanto, eram capazes de suportar breves períodos de imersão na água. Quando a polinização mudou de anemofílica para hidrofílica, as plantas deixaram o continente completamente . os primeiros fosseis de posidônia (P. cretácea) datam do Cretáceo, cerca de 120 milhões de anos atrás, enquanto Eoceno, 30 milhões de anos atrás, P. parisienses apareceu. A Prado de P. oceanica crise do sal messiniana, que ocorreu há cerca de seis milhões de anos no Mediterrâneo, causou uma redução na variabilidade genética da possidônia.
Embora antes houvesse ambas as variedades capazes de viver em condições locais de alta salinidade e variedaddes capazes de viver em bacias de baixa salinidade foram selecionadas. Na lagoa Marsala, os prados estavam em uma área que poderia atingir valores de salinidade de 46-48%.